# Alexandra Muci
Alexandra Muci (née le 18 juillet 1988 à Oullins, Rhône) est une footballeuse française.
Elle a évolué au poste de gardienne de but à Lyon.
Alexandra Muci a été championne de France en 2008 et 2009 avec l'OL.

## Carrière
- 2007-2009 : Olympique lyonnais
- 2009- : AS Saint-Étienne

## Palmarès
- Championne de France en 2008 et 2009 avec l'Olympique lyonnais.
- Demi-finaliste de la Coupe UEFA féminine 2007-2008 avec Lyon
- Pré-sélectionné avec l’Équipe de France U20 pour la Coupe du monde au Chili